# ایوبیسان
ایوبیسان (به لاتین: Eobisan) یک کوه در کره جنوبی است که در کره جنوبی واقع شده‌است. ایوبیسان ۸۲۸ متر بالاتر از سطح دریا واقع شده‌است.